# 恵の座
恵の座（めぐみのざ、英語：mercy seat）は、ウェスレー派やホーリネス派のキリスト教教会において、説教壇の前に設置された、ひざまずいて祈るための木製ベンチである。
木製ベンチ以外に、聖餐式用手すり（ハンドレール）やテーブル、パイプ椅子、あるいは、指定された何もない床の一角もまた、恵の座と呼ばれて、同じ目的に使用されることがある。

## 構造
18世紀から19世紀に使用された恵の座は、単純な作りの木製ベンチを、説教壇の前に会衆の方に向けて置いただけのものであった。背もたれの部分に聖書の言葉を引用したモットーが掘り込まれたり、ペンキで書かれる場合があった。
20世紀に入ると、木製ベンチではなく、専用にデザインされた木の板や、重厚な作りのものが使用されるようになった。

## 使用法
ウェスレー派やホーリネス派の礼拝においては、説教の後に説教者が会衆に対して、信仰の決心を迫り、決心を外的に表明する行為として、会衆が恵の座に出て来てひざまずき、祈るよう招いた。
会衆が恵の座で十数分から時に数時間も祈り、神を待ち望むことを「アフターミーティング」または「タリング（tarrying）」と呼ぶことがある。

## 歴史
- 1798年にアメリカ合衆国メリーランド州のメソジスト教会で、説教の後に会衆に席を立って前に進み出るよう招いた。心を刺され、うめき苦しむ人々のために、歌をうたい、祈り続けた。
- 1800年にメリーランド州のメソジスト教会セシル巡回区で、木製ベンチが恵の座として使用された。
- 1801年にフィラデルフィア州のセント・ジョージ・メソジスト教会で、聖餐式用テーブルが、ひざまずいて祈るために用いられた。
- 19世紀初頭のアメリカ各地のキャンプ・ミーティングで、木製ベンチが恵の座として使用された。
- 1846年にアメリカの伝道者ジェームズ・カウウェイがイギリスで信仰復興の集会を導き、イギリスのウェスレー派、ホーリネス派、救世軍で恵の座が使用されるようになった。